# Carl Wilhelm Slevogt
Carl Wilhelm Slevogt, modernisiert Karl Wilhelm Slevogt, (* 2. Februar 1753 in Düben; † 30. März 1824 in Freyburg) war ein preußischer Justizamtmann und Rittergutsbesitzer.

## Leben
Er war der Sohn des kurfürstlich-sächsischen Kommissionsrats, Amtmannes und Rittergutsbesitzers Wilhelm August Carl Slevogt und dessen Ehefrau Christiana Amalia Slevogt. Der königlich-polnische und kurfürstlich-sächsische Kammerkommissionsrat, Oberakzisekommissar und Amtmann zu Düben, Johann Gottfried Benemann, war sein Großvater.
Nach dem Schulbesuch schlug Carl Wilhelm Slevogt auf Wunsch seines Vaters wie dieser eine Verwaltungslaufbahn im Dienst der Wettiner ein und wurde nach dem Tod des Vaters im Jahre 1767 Amtmann im Amt Freyburg. Am 24. November 1774 verteidigte er erfolgreich an der Universität Wittenberg seine juristische Prüfungsarbeit unter Vorsitz von Ernst Gottfried Klügel. Ende 1806 erhielt er den Titel eines königlich-sächsischen Justizamtmanns und nach dem Wiener Kongress wurde Carl Wilhelm Slevogt königlich-preußischer Justizamtmann. Er erlebte die Abwicklung des vormals königlich-sächsischen Amtes Freyburg mit Ende des Jahres 1821 und den allmählichen Übergang aller Verwaltungsfunktionen an den neugebildeten preußischen Landkreis mit Sitz in der Stadt Querfurt.
Nach dem Tod seiner Mutter im Jahre 1796 zahlte er die Geschwister aus und erwarb von diesen das Rittergut Schnellroda im Amt Freyburg.

## Familie
Aus der Ehe mit Caroline geborene Moßdorf gingen zwei Söhne und zwei Töchter hervor. Die zweitälteste Tochter Amalie heiratete den königlich-preußischen und fürstlich-reußischen Kammerrat Paul Gottlieb Döring in Droyßig. Dieser erwarb von seinen Verwandten 1818 deren Anteile am Rittergut Schnellroda. Doering wurde 1821 zusätzlich Ökonomiekommissar und landwirtschaftlicher Taxator im Bereich des Oberlandesgerichtes Naumburg. 1840 verkaufte Döring das Rittergut Schnellroda an den Ökonomen Karl Gottlieb Otto aus Naundorf.